# مشتری ناهم‌مرکز

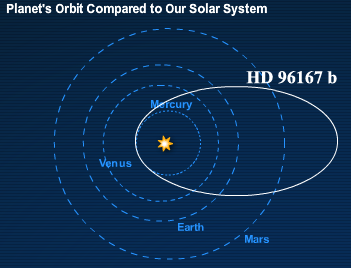
مشتری ناهم‌مرکز HD 96167 b، مداری شبیه دنباله‌دار دارد.

مشتری ناهم‌مرکز سیاره‌ای غول‌پیکر است که در مداری ناهم‌مرکز به دور ستاره خود می‌چرخد. مشتری‌های ناهم‌مرکز احتمالاً سامانه‌های سیاره‌ای را از داشتن سیارات مشابه زمین محروم کنند (اما ممکن است ماه‌های فراخورشیدی زیست‌پذیر داشته باشند)، زیرا اگر غول گازی عظیم با مدار ناهم‌مرکز تمام سیاره‌های فراخورشیدی با جرم زمین را از منظومه حذف نکنند، آن‌ها را از کمربند حیات بیرون می‌اندازند.